# 5040 (número)
5040 es un factorial (7!), un número altamente compuesto, número superior altamente compuesto, número abundante, número altamente abundante, número superabundante, número colosalmente abundante y el número de permutación de 4 elementos de 10 opciones (10 x 9 x 8 x 7 = 5040). También es una unidad menor que un cuadrado perfecto, haciendo (7, 71) un par de números de Brown.

## Filosofía
Platón menciona en sus leyes que 5040 es un número conveniente para dividir muchas cosas (incluyendo tanto a la población como a la tierra de una ciudad-estado o polis) en partes más pequeñas, haciéndolo así un número ideal para el número de ciudadanos (heads of families) que forman una polis. Él remarca que este número puede ser dividido por todos los números naturales desde el 1 hasta el 12 con la única excepción del 11 (aun así, no es el número más pequeño con esta propiedad; el 2520 lo es).  Él justifica este defecto sugiriendo que restando 2 familias (unidades) al cuerpo de ciudadanos (número) para producir el número 5038, que sí es divisible por 11. Platón también se dio cuenta del hecho de que 5040 puede ser dividido por 12 dos veces seguidas. 
De hecho, la reiterada insistencia de Platón en el uso de 5040 para diversos propósitos estatales es tan evidente que Benjamin Jowett, en la introducción a su traducción de Leyes, escribió: "Platón, escribiendo bajo influencias pitagóricas, parece haber supuesto realmente que el bienestar de la ciudad dependía casi tanto del número 5040 como de la justicia y la moderación".
Jean-Pierre Kahane ha sugerido que el uso de Platón del número 5040 marca la primera aparición del concepto de un número altamente compuesto, un número con más divisores que cualquier número más pequeño.

## Teoría de números
Si {\displaystyle \sigma (n)} es la función divisor  y {\displaystyle \gamma } es the constante de Euler-Mascheroni, entonces 5040 es el mayor de los números conocidos por el cual se cumple esta desigualdad:
{\displaystyle \sigma (n)\geq e^{\gamma }n\log \log n}.
Esto es de alguna manera inusual, dado que el límite tenemos:
{\displaystyle \limsup _{n\rightarrow \infty }{\frac {\sigma (n)}{n\ \log \log n}}=e^{\gamma }.}
Guy Robin mostró en 1984 que la inecuación falla para todos los números mayores si y solo si la hipótesis de Riemann es verdad.